# Arft
Arft là một xã thuộc thuộc huyện Mayen-Koblenz, phía tây nước Đức. Xã Arft có diện tích 5,83 km², dân số thời điểm ngày 31 tháng 12 năm 2006 là 283 người.